# Aeroportul Internațional Birmingham-Shuttlesworth
Aeroportul Internațional Birmingham-Shuttlesworth (IATA: BHM, ICAO: KBHM, FAA LID: BHM) este un aeroport din Alabama, Statele Unite ale Americii ce deservește zona Birmingham. Aeroportul a fost tranzitat în 2019 de 3.032.150 de pasageri. A fost deschis în 1931 și numit după zona deservită.
Situat la o altitudine de 196 m, aeroportul dispune de 2 piste.

## Infrastructură

### Piste
Aeroportul dispune de 2 piste. Pista 06/24 are suprafața de asfalt și dimensiunile 12.007 picioare × 150 picioare. Pista 18/36 are suprafața de asfalt și dimensiunile 7.099 picioare × 150 picioare. 